# وضوح ۸کی

نمودار مقایسه

وضوح ۸کی (به انگلیسی: 8K Resolution) بزرگ‌ترین وضوح تصویری تلویزیون وضوح بسیار بالا (UHDTV) موجود در تلویزیون دیجیتال و فیلم‌برداری دیجیتال است. عرض این فرمت نزدیک به ۸۰۰۰ پیکسل و ابعاد دقیقش ۴۳۲۰×۷۶۸۰ پیکسل است. تعداد پیکسل‌های فرمت ۸کی شانزده برابر فرمت فول اچ‌دی است. وضوح تصویری ۸کی به‌عنوان جایگزین ۴کی معرفی شده‌است؛ بااین‌حال برای پخش این وضوح هنوز زیرساخت‌های مناسب ایجاد نشده و همه‌گیری آن ممکن است سال‌ها به‌طول بینجامد.

## اشتباهات رایج
1. برخی وضوح 8k را با فرمت‌های تصویری اشتباه می گیرند .[۳]
2. برخی دیگر فیلم‌های خود را به همراه عنوان 8k در شبکه های ویدئویی داخلی آپلود میکنند در حالی که در حال حاضر شبکه های داخلی حداکثر تا کیفیت full hd  یا 1080p را پشتیبانی می کنند  و همچنین برای تسهیل پخش در این شبکه ها  فیلم پس از بارگذاری ، مجدد پردازش میشود.[۴]